# Blason (littérature)
Pour les articles homonymes, voir Blason.
Le blason est un type de poème populaire au XVIe siècle à la suite de l'épigramme du Beau Tétin de Clément Marot publié en 1535 (puis mis en musique par Clément Janequin et publié en 1536). Son originalité repose sur un parti pris thématique : le poète s'attache à un détail anatomique du corps féminin et en développe l'éloge dans un jeu poétique brillant. En contrepoint apparaît rapidement le contre-blason qui prend le parti de la satire et du blâme.
La structure formelle n'est pas définie : il s'agit de poèmes assez courts (30-40 vers) en octosyllabes ou en décasyllabes placés dans un système en rimes plates où le poète démontre son esprit et sa virtuosité.

## Origine
L'origine du genre remonte à la louange des chevaliers et à la description de leur écu armorié dans les tournois médiévaux : les hérauts d'armes avaient cette fonction comme dans Le Tournoi de Chauvency et on en trouve trace dans les romans courtois du Moyen Âge, par exemple dans Lancelot ou le Chevalier de la charrette de Chrétien de Troyes, vers 5843-5844 « Ensi devisent et deboissent // Les armes de ces qu'il conoissent ». Toutefois, le blason procède aussi du genre médiéval du dit, un poème de langue d'oïl narratif et didactique de forme variable qui prend parfois une forme satirique en dénonçant les vices des différentes catégories sociales comme chez Rutebeuf au milieu du XIIIe siècle.
À la fin du XVe siècle apparaît la dénomination de « blason » avec Le Grant Blason des faulces amours de Guillaume Alexis, 1493, édition 1501. Il s'agit d'une controverse entre un moine et un gentilhomme sur l'amour et la dangerosité des femmes. Le long poème descriptif et argumentatif comporte cent vingt-six stances de douze vers dont la virtuosité technique est remarquable avec une structure originale : les huit premiers vers de chaque stance sont de quatre syllabes, les quatre derniers de huit ; les douze vers sont sur deux rimes qui se répartissent selon la structure AABAABBB ABBA. Le ton est souvent satirique comme dans la stance 86 à propos des femmes :
« Comme raisiné

Qui conglutine

Ce qu’elle agrappe,

Femme est encline

A la rapine,

Toujours attrappe ;

Ce qu’elle happe

Jamais n’eschappe » (vers 1033-1040)
Par ailleurs, l'évocation du corps féminin est un thème poétique traditionnel comme l'illustre un virelai d'Eustache Deschamps, poète du XIVe siècle (virelai 554 - vers 14-17.) qui fait le portrait amusé du corps d'une jeune fille :
J'ai de bons reins, ce m'est vis, (= à mon avis)

Bon dos, bon cul de Paris,

Cuisses et jambes bien faites;

Suis-je, suis-je, suis-je belle?
ou Les regrets de la belle heaulmière de François Villon (milieu du XVe siècle) qui associe description physique et fuite du temps :
Qu’est devenu ce front poly,

Ces cheveulx blonds, sourcilz voultyz,

Grand entr’œil, le regard joly,

Dont prenoye les plus subtilz ;

Ce beau nez droit, grand ne petiz ;

Ces petites joinctes oreilles,

Menton fourchu, cler vis traictis,

Et ces belles lèvres vermeilles ?

## Le blason de Marot

### Naissance
Exilé à la cour de Ferrare pour ses convictions protestantes, Clément Marot (1496-1544) invente le genre moderne du blason avec le poème du Beau Tétin dans ses Épigrammes (1535) qui apparaît comme un jeu poétique pétrarquisant qui systématise le portrait féminin en s'attachant à un point anatomique particulier (d'où le titre du recueil Blasons anatomiques du corps féminin publié en 1543). On doit noter que la dénomination du genre propre du blason s'appuie sur une identification a posteriori car les auteurs utilisent des termes variés pour désigner leurs poèmes : ode, hymne, ou épigramme par exemple. Les théoriciens du temps précisent le genre, tel Thomas Sébillet dans son Art poétique publié en 1548, qui écrit : « Le Blason est une perpétuelle louange ou continu vitupere de ce qu'on s'est proposé blasonner... Autant bien se blasonne le laid comme le beau, et le mauvais comme le bon, témoin Marot, en ses blasons du beau et du laid tetin. Le plus bref est le meilleur, mesme il soit aigu en conclusions, et est plus doulx en rime plate et en vers de huit syllabes, encores que ceux de dix n'en soyent pas rejettez comme ineptes, ainsi que tu peux veoir aux Blasons du corps féminin, entre lesquels le Blason du sourcil est en vers de dix syllabes, comme sont aussi plusieurs autres. »
L'épigramme fondateur du Beau Tétin est un poème assez court (34 octosyllabes) en rimes plates. Devant le succès du genre, Marot produit en 1536 le premier contre-blason Blason du Laid Tétin qui fait le dénigrement moqueur de son sujet. Les poètes du temps rivalisent en composant blasons (éloge) et contre-blasons (blâme) comme Maurice Scève (Blason du sourcil, 32 décasyllabes) ou Mellin de Saint-Gelais (blason de l’œil, 40 octosyllabes) regroupés dans un recueil intitulé Blasons anatomiques du corps féminin publié en 1543 et réédité en 1550 après la mort de Marot. Clément Marot félicite ses confrères poètes dans une épître qui résume cette mode poétique.
« Nobles esprits de France poétiques,

Nouveaux Phebus surpassans les antiques,

Graces vous rends, dont avez imité,

Non un tetin beau par extremité,

Mais un blason, que je feis de bon zelle

Sur le tetin d'une humble damoiselle.

En me suyvant, vous avez blasonné,

Dont hautement je me sens guerdonné,

L'un, de sa part, la chevelure blonde :

L'autre, le cueur : l'autre, la cuisse ronde :

L'autre, la main descripte proprement :

L'autre, un bel œil deschiffré doctement :

L'autre, un esprit, cherchant les cieux ouverts :

L'autre, la bouche, où sont plusieurs beaux vers :

L'autre, une larme, et l'autre a fait l'oreille :

L'autre, un sourcil de beauté non pareille... »

### Caractéristiques du blason marotique
Le blason a une longueur limitée (30-40 vers), en octosyllabes ou en décasyllabes en rimes plates.
Formellement, les blasons fonctionnent souvent par la partie du corps féminin choisie comme thème, d'où l'utilisation anaphorique de l'apostrophe. Exemple chez Marot :
Tetin refaict, plus blanc qu'un œuf,

Tetin de satin blanc tout neuf,

Tetin qui fait honte à la rose,

Tetin plus beau que nulle chose.
Le ton des blasons est varié : courtois, spirituel ou grivois dans les blasons, exemple : La joue Eustorg de Beaulieu
Très belle et amoureuse joue

Sur laquelle mon cœur se joue

Et mes yeux prennent leur repas
Il est aussi naturaliste et satirique dans les contre-blasons qui concerne le tétin, la main, la cuisse, la fesse, le pied (Exemple : « Tetin, dont le bout tousjours bave,/ Tetin faict de poix et de glus », Marot - « Et si au nez il y a quelque crote/ Convient à la main de l'ôter », contre-blason du nez, Charles de La Hueterie) avec une utilisation régulière de métaphores (Exemple : Blason du ventre, Claude Chappuys).
Ventre qui jamais ne recule

Pour coup d'estoc ou bien de taille

En escarmouche ou en bataille »
Des sous-genres particuliers comme le blason animalier apparaîtront par la suite(Exemple : Rémy Belleau (1528-1577) Le ver luisant de nuit).
Jamais ne se puisse lasser

Ma Muse de chanter la gloire

D'un Ver petit, dont la mémoire

Jamais ne se puisse effacer :

D'un Ver petit, d'un Ver luisant,

D'un Ver sous la noire carrière

Du ciel, qui rend une lumière

De son feu le ciel méprisant.

## Prolongements
Le genre s'est perpétué de manière souple en restant dans la veine traditionnelle du poème descriptif de la figure féminine. On rattache ainsi au genre du blason des sonnets du XVIe siècle de Ronsard comme "Marie, vous avez la joue aussi vermeille..." qui chante les différents éléments du visage de la femme et ses seins, ou de Joachim du Bellay : "O beaux cheveux d'argent…" (1556) qui évoque le corps entier de la belle (visage, seins, cuisses...).
O beaux cheveux d'argent mignonnement retors !

O front crespe et serein ! et vous face dorée !

O beaux yeux de cristal ! ô grand'bouche honorée,

Qui d'un large reply retrousses tes deux bords !
Ou encore le poème de Paul Scarron (1610-1660), "Vous faites voir des os quand vous riez, Heleine..." qui traite lui aussi du corps entier, ce qui est rare dans le blason marotique.
Vous faites voir des os quand vous riez, Heleine,

Dont les uns sont entiers et ne sont gueres blancs ;

Les autres, des fragmens noirs comme de l'ebene

Et tous, entiers ou non, cariez et tremblans.
Les siècles suivants offrent aussi des poèmes de même nature (évocation du corps féminin), que l'on qualifie fréquemment de blasons, par exemple La Courbe de tes yeux de Paul Éluard (1926), centré sur les yeux et le regard de la femme aimée :
La courbe de tes yeux fait le tour de mon cœur

(...) 

Le monde entier dépend de tes yeux purs

Et tout mon sang coule dans leurs regards.
ou l'hymne d'André Breton (L'Union libre, 1931) :
Ma femme à la chevelure de feu de bois

Aux pensées d'éclairs de chaleur

À la taille de sablier

Ma femme à la taille de loutre entre les dents du tigre

Ma femme à la bouche de cocarde et de bouquet d'étoiles de dernière grandeur
ou plus explicitement Georges Brassens, Le Blason, (1960-62) :
Ayant avecque lui toujours fait bon ménage,

J'eusse aimé célébrer, sans être inconvenant,

Tendre corps féminin, ton plus bel apanage,

Que tous ceux qui l'ont vu disent hallucinant.
On utilise aussi le terme « blason » à propos de sujets animaliers comme pour Les Chats de Charles Baudelaire ou encore Le Bestiaire ou Cortège d'Orphée de Guillaume Apollinaire.